# Vahram Zaryan

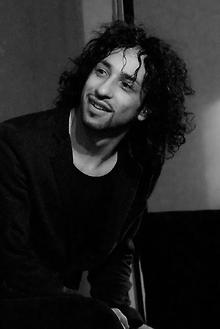
VahramZaryan...

Vahram Zaryan é um artista performático francês, mímico moderno, dançarino, diretor e coreógrafo.